# Теперь я расскажу…
«Теперь я расскажу…», «Теперь я расскажу, как я родился…» — квазиавтобиографический рассказ советского писателя-авангардиста, поэта и драматурга Даниила Хармса, основателя объединения ОБЭРИУ. Для этой группы характерен гротеск, чёрный юмор, алогизм, поэтика абсурда. Рассказ написан в сентябре 1935 года, впервые опубликован в 1988 году. Миниатюра не имеет авторского названия, заголовок публикуется по инципиту. Представляет собой одну из «апокрифических» псевдоавтобиографических историй, рассказываемых Хармсом об обстоятельствах своего рождения. Исследователи находят в тексте абсурдистские, символистские и мифологические мотивы. 

## Сюжет
По утверждению безымянного рассказчика он рождался два раза. Его родители поженились в 1902 году, но он появился на свет в конце 1905 года, так как отец хотел, чтобы ребёнок непременно родился на Новый год. В связи с этим он рассчитал, что зачатие должно произойти первого апреля и поэтому только через год после женитьбы обратился к супруге с соответствующим предложением. Но так как он неудачно пошутил, сказав ей «С первым апреля!», она отказала ему в близости, так как обиделась. Эта ситуация повторилась и в следующем 1904 году, но первого апреля 1905 года ему всё-таки удалось «уломать» жену, и она забеременела. Однако планы отца не оправдались, так как герой родился раньше на четыре месяца. Отец был в таком негодовании, что акушерка начала запихивать младенца обратно, но в суматохе сделала это не туда. Придя в себя, роженица стала требовать показать ей ребёнка, но ей сказали, что он находится в ней, во что она никак не могла поверить. На выручку пришёл доктор, который прописал слабительное — английскую соль. Мать пронесло, и со стулом повторно появился на свет герой. Отец опять остался недоволен и стал кричать, чтобы полумладенца-полузародыша запихнули обратно или же поместили в инкубатор, что в итоге и было сделано.

## Создание
Даниил Ювачёв родился 17 (30) декабря 1905 года в Санкт-Петербурге в семье Ивана Павловича Ювачёва (1860—1940) и Надежды Ивановны Ювачёвой (Колюбакиной) (1869—1929). Сам Даниил Иванович считал днём своего рождения 1 января, несмотря на то что верная дата 30 декабря. Об истории своего рождения, кроме миниатюры «Теперь я расскажу…», он оставил несколько «апокрифических» историй, причём противоречащих друг другу. В начале 1930-х годов он рассказывал своему другу и коллеге Леониду Липавскому и его жене Тамаре: дескать он родился из икры и его по недоразумению чуть не съел с хлебом и с водкой его дядя. В рассказе «Я родился в камыше» (1934—1937) писатель рассказывал, что он родился в камыше словно мышь, а мать положила его в воду, где он поплыл вместе с какой-то рыбой с четырьмя усами. Непосредственное продолжение «Теперь я расскажу…» представлено в рассказе «Инкубаторный период» (сентябрь 1935). После того как героя поместили в инкубатор, там он находился четыре месяца до 1-го января 1906 года. «Таким образом, я как бы родился в третий раз. Днём моего рождения стали считать именно 1-е января», — заканчивается повествование. По мнению биографа писателя Валерия Шубинского, подобные «автобиографии» трудно однозначно истолковать: «Можно искать в этих историях какое-то иносказание, намёк на какие-то реальные обстоятельства (например, на умершего в младенчестве брата, на литературную инициацию, произошедшую в поздние школьные годы), но, наверное, с учётом поэтики Хармса, правильнее воспринимать их как „вещь в себе“. Речь в них идёт о том и только о том, какое это странное и смешное существо — человек, и как относительны привычные взгляды на его рождение, тело, сознание».
Судя по авторской отметке рассказ написан 25 сентября 1935 года. Впервые опубликован в годы перестройки 1988 году в № 29 газеты «Неделя», на волне интереса к творчеству обэриутов. Рукопись хранится в Российской национальной библиотеке.

## Характеристика
Литературовед Дмитрий Токарев находил в «автобиографиях» Хармса отражение его мировоззрения и сближал его с текстами франко-ирландского писателя Сэмюэля Беккета, посвящённые «абсурдности акта зачатия и рождения, той доминирующей роли, которую играет в нём женщина». Текст Хармса он охарактеризовал как «комически-иронический» и «циничный» по манере изложения. Он насыщен различными символическими отсылками и деталями. В этом отношении показательны даты фигурирующие в миниатюре: зачатия и рождения героя. «Отец писателя желал, чтобы его ребенок родился непременно на Новый год; другими словами, рождение должно положить начало новому кругу существования. Зачатие, следовательно, должно иметь место первого апреля — ещё один характерный знак». Ещё по одной интерпретации в сочинении прослеживаются мифологические мотивы. «По-видимому, здесь он отчасти парафразирует миф о Земле, которая рождает от Зевса, пытающегося запихнуть обратно одного из своих многочисленных детей», — отмечал хармсовед Валерий Сажин. Он также указывал на символичность числительных три и четыре в квазибиографических рассказах «Теперь я расскажу…» и «Инкубаторный период», имеющих сакральный, архетипический характер. Шубинский подчёркивал бурлескный характер повествования, сближающий его с книгой Франсуа Рабле «Гаргантюа и Пантагрюэль», однако не сильно почитаемого Хармсом автора.